# David Velduque
David Velduque   (Madrid, 28 de gener de 1984) és un director de cinema i presentador espanyol. Condueix el pòdcast Sabor a queer.

## Trajectòria
Als 18 anys es va traslladar als Estats Units d'Amèrica per a estudiar teatre a San Francisco, i després de concloure aquests estudis va tornar a Espanya per a formar-se com a director de cinema a la Universitat Carlos III de Madrid. Més endavant, es va traslladar de nou als Estats Units per a estudiar a The Lee Strasberg Film Institute. El 2009 va tornar a Espanya per fundar la seva pròpia productora, The Look Films, amb què va crear la ficció televisiva Desalmados per a Antena 3.
Després de treballar com a realitzador de publicitat per a marques com Netflix i HBO, el 2016 va presentar el seu primer curtmetratge, Por un beso, una història de lluita contra l'homofòbia. El 2018 va estrenar el curtmetratge Estigma, una història de terror que va veure la seva estrena al Fantastic Fest de Texas. Al desembre d'aquell mateix any es va desplaçar a Nova York per a dirigir el curtmetratge de thriller psicològic In between. El curtmetratge segueix Carlos, un escriptor amb bloqueig creatiu que busca una sèrie de pistes que finalment el portaran a descobrir un factor determinant del seu destí.
El 2019 va presentar el curtmetratge Animal, una història de terror que aborda la violència de gènere des del punt de vista del maltractament psicològic. Va tenir la seva preestrena al Palau de la Premsa de Madrid i la seva estrena comercial el dia 25 de novembre amb motiu del Dia internacional per a l'eliminació de la violència contra les dones. L'obra va comptar amb la col·laboració de Hannah Mitchell com a guionista i estar protagonitzat per Rocío León i Jan Cornet. Animal va passar finalment a formar part del catàleg del servei de streaming de Filmin. El 2024 va presentar el curtmetratge Transición al festival de curtmetratges de terror Torrerífico de Torrevella.